# De Morgan (månekrater)
De Morgan er et lille nedslagskrater på Månen. Det befinder sig i den centrale del af Månens forside og er opkaldt efter den britiske matematiker Augustus De Morgan (1806 – 1871).
Navnet blev officielt tildelt af den Internationale Astronomiske Union (IAU) i 1935. 

## Omgivelser
De Morgankrateret ligger midtvejs mellem D'Arrestkrateret (to kraterdiametre mod syd) og Cayleykrateret mod nord.

## Karakteristika
Dette krater er cirkulært og skålformet, med en lille kraterbund i midten af de koniske, skrånende indre vægge.

## Måneatlas
- De Morgan i Lpi-måneatlasset Arkiveret 17. maj 2008 hos  Wayback Machine